# Prophecy (Magic: The Gathering)
Prophecy - dodatek do gry karcianej: Magic the Gathering. Jest ostatnim dodatkiem z cyklu "Masek".
Pierwsze wydanie Prophecy nastąpiło 5 czerwca 2000 roku. W dodatku znajdują się 143 karty: 27 czarnych, 27 niebieskich, 27 zielonych, 27 czerwonych, 27 białych, 6 kart artefaktów i 2 karty lądów. Dodatek uznany został przez fanów gry jako jeden ze słabszych, nie powstała żadna talia oparta na kartach z tego dodatku. Znalazły się jednak w nim karty cenione przez graczy ze względu na swoją funkcjonalność w grze (grywalność) takie jak: "Chimeric Idol", "Scoria Cat" czy "Avatar of Woe".  
Do dodatku wydana została książka: "Prophecy" autorstwa Vance Moore. W Polsce pojawiła się ona pod nazwą "Proroctwo" w nakładzie wydawnictwa ISA.
Ta edycja potocznie nazywana Edycją "Avatarów" ponieważ najbardziej charakterystycznymi kartami dla niej są:"Avatar of Hope", "Avatar of Will", "Avatar of Woe", "Avatar of Fury", "Avatar of Might".